# The Adventures of Ociee Nash
The Adventures of Ociee Nash è un film del 2003 diretto da Kristen McGary di genere drammatico, interpretato da Skyler Day, Keith Carradine, Bill Butler, Jasmine Sky e Lucas Till.

## Trama
La piccola Ociee Nash (Skyler Day) è una bambina di nove anni cresciuta in campagna con il padre e il fratello. Orfana di madre, ha un carattere vivace ed è piena di vitalità.
Un giorno, il padre la manda in città dalla severa zia per farle imparare le buone maniere: questa tenta di reprimere la spontaneità della piccola che però, grazie alla sua nuova amica Elizabeth (Jasmine Sky) vivrà avventure davvero entusiasmanti.